# Zawgat ragol mohim
Zawgat ragol mohim (àrab: زوجة رجل مهم, Zawjat rajul muhimm; àrab egipci: زوجة رجل مهم, Zawgat ragol mohem, ‘L'esposa d'un home important’) és una pel·lícula dramàtica egípcia del 1988 dirigida per Mohamed Khan. Protagonitzada per Ahmad Zaki i Mervat Amin, la pel·lícula ens explica la història de l'ascens i la caiguda d'un agent de policia durant el règim d'Ànwar el-Sadat. És una de les 100 millors pel·lícules egípcies.

## Sinopsi
Quan la Mona es casa amb l'aparentment decent oficial de policia Hisham, descobreix que hi ha més coses en ell que el que mostra a la gent. Coneixerà la seva veritable personalitat i l'abús de poder que va utilitzar durant els disturbis populars contra el president Ànwar el-Sadat.

## Repartiment
- Ahmed Zaki com a Hesham
- Mervat Amin com a Mona
- Abdel Halim Hafez com ell mateix (imatges d'arxiu)
- Hassan Hosny
- Zizi Mustafa
- Nahed Samir

## Recepció
Va rebre el Premi de Plata al Festival de Cinema de Damasc el 1987 i es va projectar en competició al 15è Festival Internacional de Cinema de Moscou el 1987. També es va projectar a Festivals de Cinema de Mont-real, València, Tetuan, Digne, Istanbul i Nantes els anys 1987 i 1988.